# Магмудабад (Шазанд)
Магмудабад (перс. محموداباد) — село в Ірані, у дегестані Кугсар, у Центральному бахші, шагрестані Шазанд остану Марказі. За даними перепису 2006 року, його населення становило 117 осіб, що проживали у складі 27 сімей.

## Клімат
Середня річна температура становить 11,61 °C, середня максимальна – 31,63 °C, а середня мінімальна – -12,13 °C. Середня річна кількість опадів – 268 мм.
| Клімат поселення                              | Клімат поселення | Клімат поселення | Клімат поселення | Клімат поселення | Клімат поселення | Клімат поселення | Клімат поселення | Клімат поселення | Клімат поселення | Клімат поселення | Клімат поселення | Клімат поселення | Клімат поселення |
| Показник                                      | Січ.             | Лют.             | Бер.             | Квіт.            | Трав.            | Черв.            | Лип.             | Серп.            | Вер.             | Жовт.            | Лист.            | Груд.            |                  |
| Середній максимум, °C                         | 6,51             | 8,55             | 13,62            | 19,39            | 24,63            | 30,36            | 31,63            | 31,10            | 26,32            | 20,54            | 13,13            | 7,44             |                  |
| Середня температура, °C                       | −2,8             | −0,76            | 4,29             | 10,08            | 15,32            | 21,01            | 25,32            | 24,78            | 20,02            | 14,23            | 6,81             | 1,12             |                  |
| Середній мінімум, °C                          | −12,13           | −10,1            | −5,02            | 0,74             | 5,99             | 11,70            | 19,00            | 18,44            | 13,69            | 7,91             | 0,49             | −5,2             |                  |
| Норма опадів, мм                              | 42               | 40               | 49               | 35               | 26               | 4                | 1                | 1                | 0                | 6                | 25               | 39               |                  |
| Середньомісячна швидкість вітру, м/с          | 1.30             | 2.08             | 2.69             | 3.07             | 2.72             | 2.40             | 2.36             | 2.27             | 2.23             | 1.90             | 1.81             | 1.25             |                  |
| Середньомісячна сонячна радіація, кДж/м²·день | 9680             | 12758            | 15344            | 18515            | 22459            | 26978            | 25891            | 24271            | 21489            | 16142            | 11330            | 9329             |                  |
| --------------------------------------------- | ---------------- | ---------------- | ---------------- | ---------------- | ---------------- | ---------------- | ---------------- | ---------------- | ---------------- | ---------------- | ---------------- | ---------------- | ---------------- |
| Джерело:                                      |                  |                  |                  |                  |                  |                  |                  |                  |                  |                  |                  |                  |                  |